# Mixopsis typtaria
Mixopsis typtaria là một loài bướm đêm trong họ Geometridae.